# エリー2世 (メーヌ伯)
メーヌ伯エリー2世（Élie II, comte du Maine, 1114年5月以降 - 1151年1月15日）は、アンジュー伯フルク5世とその最初の妻エランブルジュ（メーヌ伯エリー1世の娘）の次男。実際にメーヌ伯であったのか、それとも単に伯位を主張しただけなのかについては議論がある。

## 生涯
エリー2世は1114年5月以降に生まれた。1129年までに、ペルシュ伯ロトルー3世の娘フィリップと結婚した。
父フルク5世がメーヌ伯領をエリー2世に残したことも考えられるが、その可能性は低い。兄であるジョフロワ5世は、アンジュー、メーヌ、トゥーレーヌの支配者であった。エリー2世は1145年、サブレ領主ロベール2世の支援を受けて反乱を起こし、アンジュー家の歴史では「男爵戦争」（guerra baronum）として知られる紛争を引き起こした。この戦争は1146年まで続いたと見られるが、最終的にエリー2世は兄によって捕らえられ、投獄された。『アンジュー伯年代記』によると、エリー2世は「悪人の計らいで…実の兄を襲撃し、メーヌ伯の地位を要求した」とされている。13世紀の史料『トゥロネンセ大年代記』も同様に、エリー2世をメーヌ伯と称している。すべての年代記は、エリー2世がトゥールに投獄され、その結果死亡したという点で一致している。1170年代のジャン・ド・マルムティエは、ジョフロワがエリー2世を釈放したが、投獄中に数日後に発熱し死亡したと記している。レヴィエール修道院の年代記では、エリー2世の死は1151年とされており、フォンテーヌ修道院の死体検案書では1月15日とされている。
エリー2世とフィリップの間にはベアトリスという娘がおり、アランソン伯ジャン1世と結婚した。